# Metarungia
- Commons
- Wikispecies

Metarungia Baden, segundo o Sistema APG II, é um gênero botânico da família Acanthaceae.

## Espécies
Apresenta três espécies:
- Metarungia galpinii
- Metarungia longistrobus
- Metarungia pubinervia
- «Lista das espécies»

## Nome e referências
Metarungia Baden, 1984

## Classificação do gênero
| Sistema | Classificação                       | Referência            |
| ------- | ----------------------------------- | --------------------- |
| APG II  | Ordem Lamiales, família Acanthaceae | APweb, versão 9, 2008 |